# Mark Anthony Cooper

Mark Anthony Cooper

Mark Anthony Cooper (* 20. April 1800 bei Powelton, Hancock County, Georgia; † 17. März 1885 bei Cartersville, Georgia) war ein US-amerikanischer Politiker. Zwischen 1839 und 1843 vertrat er zweimal den Bundesstaat Georgia im US-Repräsentantenhaus.

## Werdegang
Mark Cooper war ein Cousin von Eugenius Aristides Nisbet (1803–1871), der zeitgleich mit Cooper zwischen 1839 und 1843 Kongressabgeordneter für Georgia war. Er studierte bis 1819 am South Carolina College, der heutigen University of South Carolina in Columbia. Nach einem anschließenden Jurastudium und seiner im Jahr 1821 erfolgten Zulassung als Rechtsanwalt begann er in Eatonton in seinem neuen Beruf zu arbeiten. Später zog er nach Columbus. In den Jahren 1825 und 1836 nahm er an zwei Indianerkriegen teil. Politisch wurde er zunächst Mitglied der Whig Party. Im Jahr 1833 wurde er in das Repräsentantenhaus von Georgia gewählt. Dort setzte er sich für den Eisenbahnbau in Georgia ein.
Bei den Kongresswahlen des Jahres 1838 wurde Cooper in das US-Repräsentantenhaus in Washington, D.C. gewählt, wo er am 4. März 1839 sein neues Mandat antrat. Da er bei den Wahlen des Jahres 1840 nicht bestätigt wurde, konnte er bis zum 3. März 1841 nur eine Legislaturperiode im Kongress absolvieren. Nach seinem Ausscheiden aus dem US-Repräsentantenhaus wechselte Cooper zur Demokratischen Partei. Als deren Kandidat wurde er nach dem Rücktritt des Abgeordneten William Crosby Dawson zu dessen Nachfolger im Repräsentantenhaus gewählt, wo er am 3. Januar 1842 sein Mandat antrat. Bei den regulären Wahlen des Jahres 1842 wurde er wiedergewählt. Er trat aber am 26. Juni 1843 zurück, weil er sich für das Amt des Gouverneurs von Georgia bewarb. Diese Kandidatur blieb jedoch erfolglos.
In den folgenden Jahren baute er die Etowah Manufacturing & Mining Co. auf, die vor allem Eisenwerke umfasste. Damals erhielt er den Spitznamen „Iron Man of Georgia“. Die Qualität seiner Produkte war sehr hoch. Während des Bürgerkrieges belieferten die Eisenwerke die Armee der Konföderierten Staaten mit Rüstungsgütern. Sowohl die Eisenwerke als auch die Stadt Etowah wurden am Ende des Krieges von Truppen der Union unter General William T. Sherman niedergebrannt und nicht wieder aufgebaut. Cooper erlitt dabei aber keine Verluste, weil die Werke zuvor von der konföderierten Regierung aufgekauft worden waren. Er zog sich auf sein Anwesen „Glen Holly“ in der Nähe von Cartersville zurück, wo er am 17. März 1885 verstarb.